# Sidroder

Sidrodrets funktion på ett konventionellt flygplan.

Sidroder eller sidoroder (engelska: rudder), inom aeronautik, är roderytor hos farkoster och projektiler som avser att styra färdledets riktning i sidled längs den vertikala axeln (girplanet) under gång. De sitter traditionellt bak på den färdande kroppen längs bakkanten av vertikala stabiliseringsplan kallade fenor.
Hos flygplan styrs sidorodret traditionellt av piloten med pedaler, där höger pedal får nosen att svänga åt höger och vänster pedal får nosen att svänga åt vänster.